# أندريس نوبرت
أندريس نوبرت (بالهولندية: Andries Noppert) (7 أبريل 1994 بهيرينفين في هولندا - ) هو لاعب كرة قدم هولندي في مركز حراسة المرمى. لعب مع ناك بريدا.

## روابط خارجية
- أندريس نوبرت على موقع الاتحاد الأوربي (الإنجليزية)
- أندريس نوبرت على موقع قاعدة بيانات كرة القدم.إي يو (الإنجليزية)
- أندريس نوبرت على موقع ليكيب (الفرنسية)
- أندريس نوبرت على موقع ناشيونال فوتبول تيمز (الإنجليزية)
- أندريس نوبرت على موقع Soccerway.com (الإنجليزية)
- أندريس نوبرت على موقع عالم كرة القدم.نت (الإنجليزية)